# Cilindre de doble efecte

Representació d'un cilindre de doble efecte en funcionament

En pneumàtica, un cilindre de doble efecte és aquell on l'aire comprimit exerceix la seva acció en les dues cambres del cilindre, d'aquesta forma pot realitzar el treball en els dos sentits del moviment. El cilindre realitza la cursa d'avanç en aplicar l'aire comprimit a la cambra posterior i comunicar la cambra anterior amb l'atmosfera. La cursa de retrocés s'efectua aplicant aire a pressió en la cambra anterior i comunicant la cambra posterior amb l'atmosfera. El camp d'aplicació dels cilindres de doble efecte és molt més extens que el dels cilindres de simple efecte, ja que permeten realitzar el treball en ambdós sentits, no es perd força perquè no s'ha de comprimir cap molla i s'aprofita tota la longitud del cos del cilindre com a cursa útil. En canvi tenen com a inconvenient que consumeixen una doble quantitat d'aire.